# Nikkō Hotels Internationaal

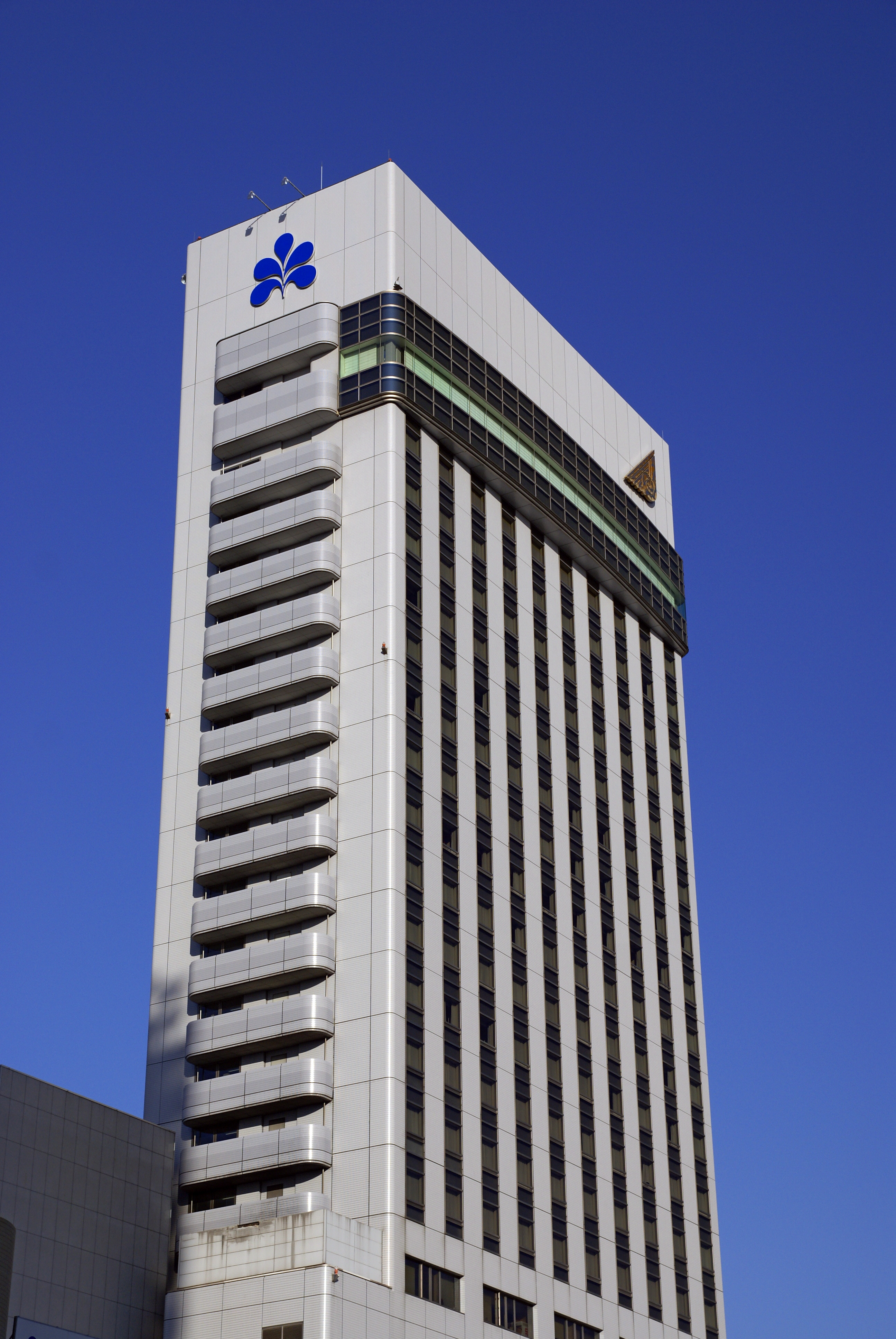
Hotel Nikko Kochi Asahi Royal in Kochi

Nikko Hotels International  (in het Japans: ニッコー・ホテルズ・インターナショナル) is een Japanse hotelketen met hotels in het vier- tot vijfsterrensegment in Azië, Europa, Noord-Amerika en de Stille Zuidzee. Een groot deel van de medewerkers van de bedrijven in Europa is van Aziatische afkomst.

## Geschiedenis
Het bedrijf werd in 1972 opgericht door Japan Airlines ( Nihon Kōkū, kortweg Nikkō) en in hetzelfde jaar werd het eerste hotel in Jakarta geopend. Een jaar later werd het eerste hotel in Japan geopend.
Oorspronkelijk was het eigenaarsbedrijf Nihon Kōkū Kaihatsu K.K. (Japan Airlines Development Company Ltd.), dat in de jaren 1990 werd omgedoopt tot JAL Hotels. In  2010 werd een meerderheidsbelang in de hotelketen verworven door Hotel Ōkura. 

## Hotels

### Japan

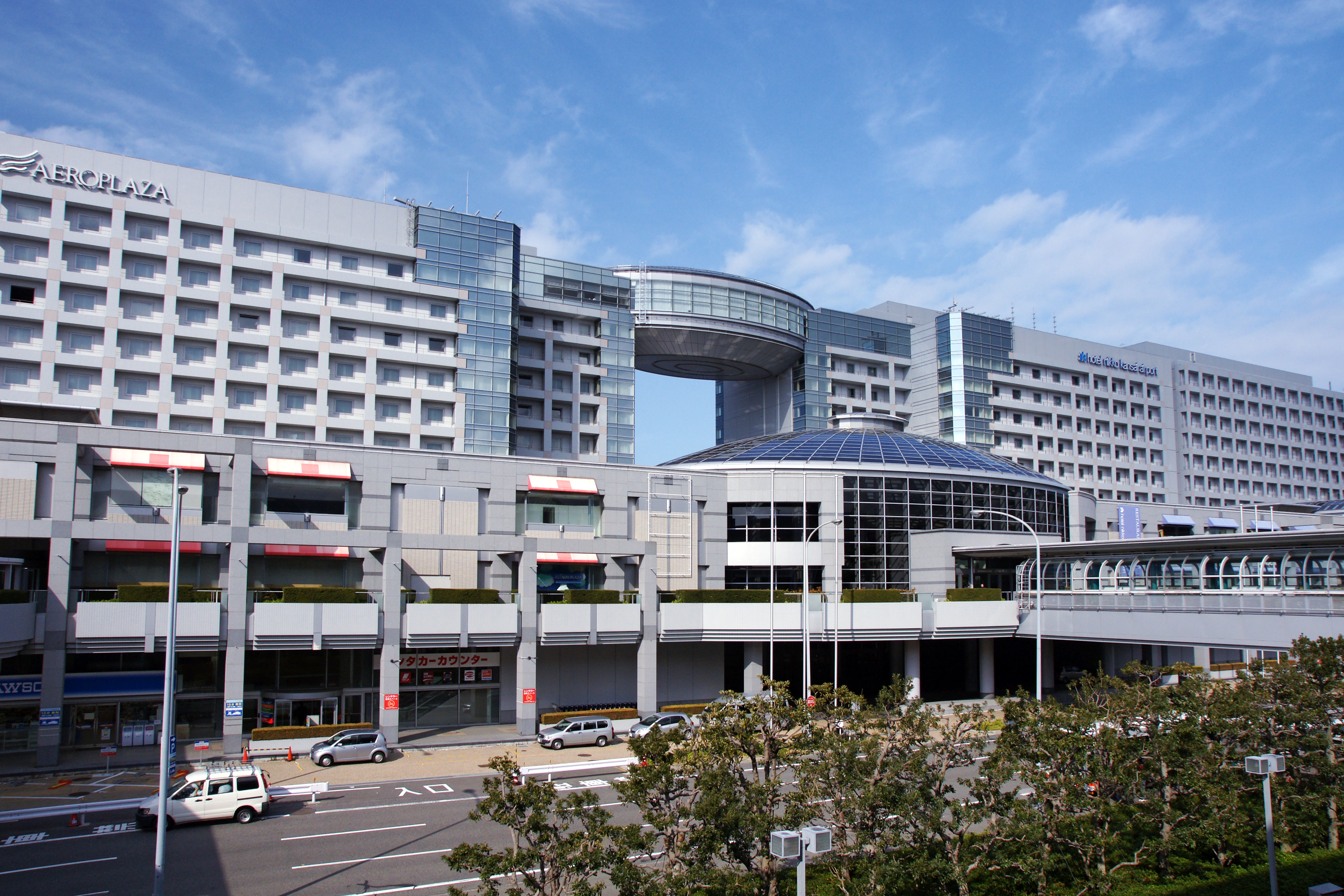
Hotel Nikkō Kansai op de internationale luchthaven van Kansai

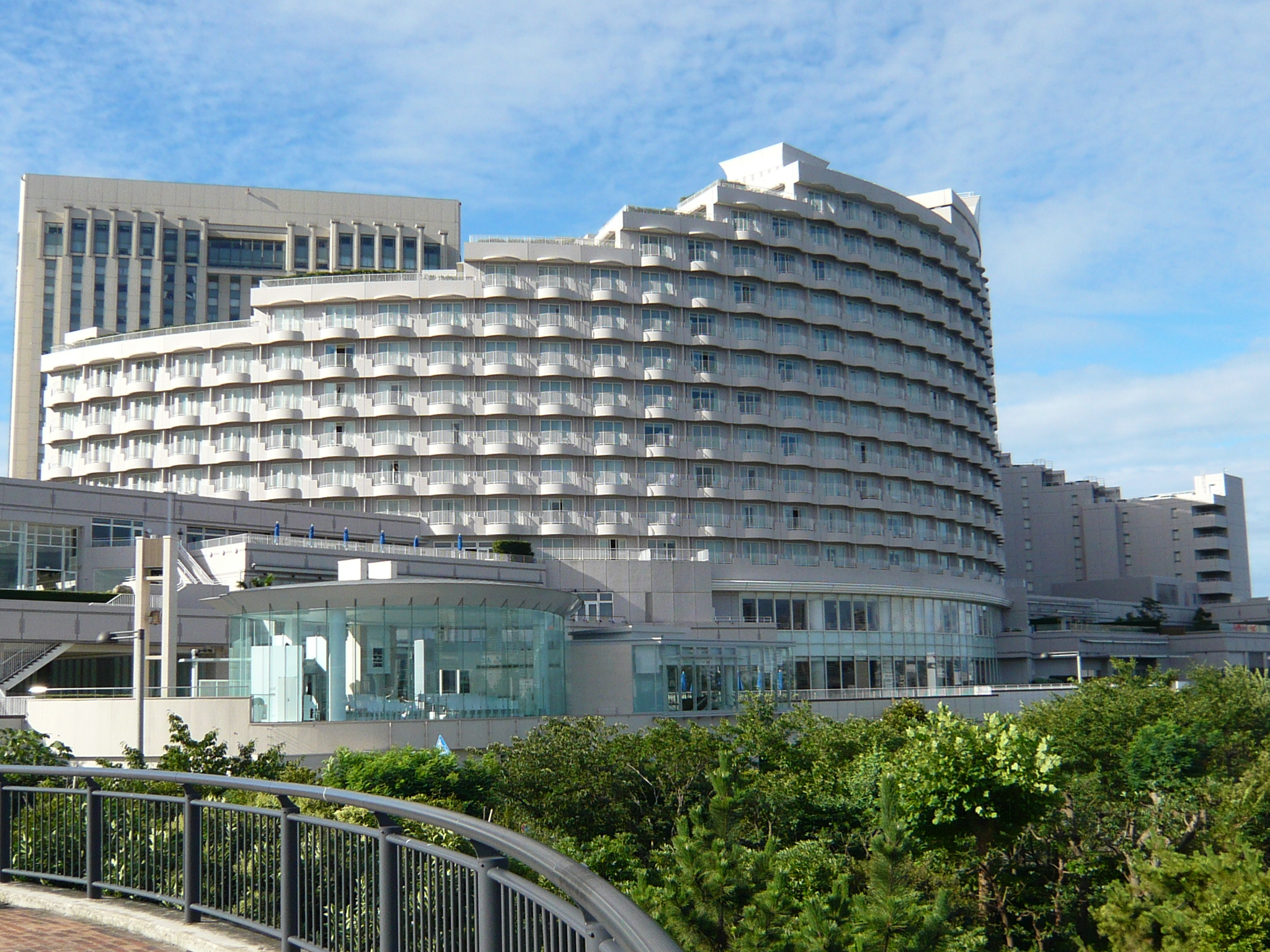
Hotel Nikkō Tōkyō in Minato, Tokio

- JR Tower Hotel Nikko Sapporo, Sapporo, Hokkaido
- Hotel Nikkō Northland Obihiro, Obihiro, Hokkaido
- Hotel Nikko Narita, Narita, Chiba
- Hotel Nikkō Tōkyō, Minato-ku, Tokio
- Ginza Nikkō Hotel, Chuo, Tokio
- Kawasaki Nikko Hotel, Kawasaki, Kanagawa
- Hotel Nikko Niigata, Niigata
- Hotel Nikkō Kanazawa, Kanazawa, Ishikawa
- Hotel Nikkō Toyohashi, Toyohashi, Aichi
- Hotel Nikkō Princess Kyoto, Shimogyō-ku, Kyoto
- Hotel Nikkō Ibaraki Osaka, Ibaraki, Osaka
- Hotel Nikkō Osaka, Chūō-ku, Osaka
- Hotel Nikko Kansai Airport, Internationale luchthaven Kansai
- Hotel Nikko Himeji, Himeji, Hyogo
- Hotel Nikkō Nara, Nara, Nara
- Hotel Nikko Kurashiki, Kurashiki, Okéama
- Hotel Nikkō Kochi Asahi Royal, Kochi, Kochi
- Hotel Nikkō Fukuoka, Hakata-ku, Fukuoka
- Hotel Nikko Huis Ten Bosch, Sasebo, Nagasaki
- Hotel Nikko Kumamoto, Kumamoto
- Hotel Nikkō Alivila/Yomitan Resort Okinawa, Yomitan, Okinawa
- Hotel Nikko Naha Grand Castle, Naha, Okinawa
- Hotel Nikko Yaeyama, Ishigaki, Okinawa

### Zuidoost-Azië en de Stille Oceaan

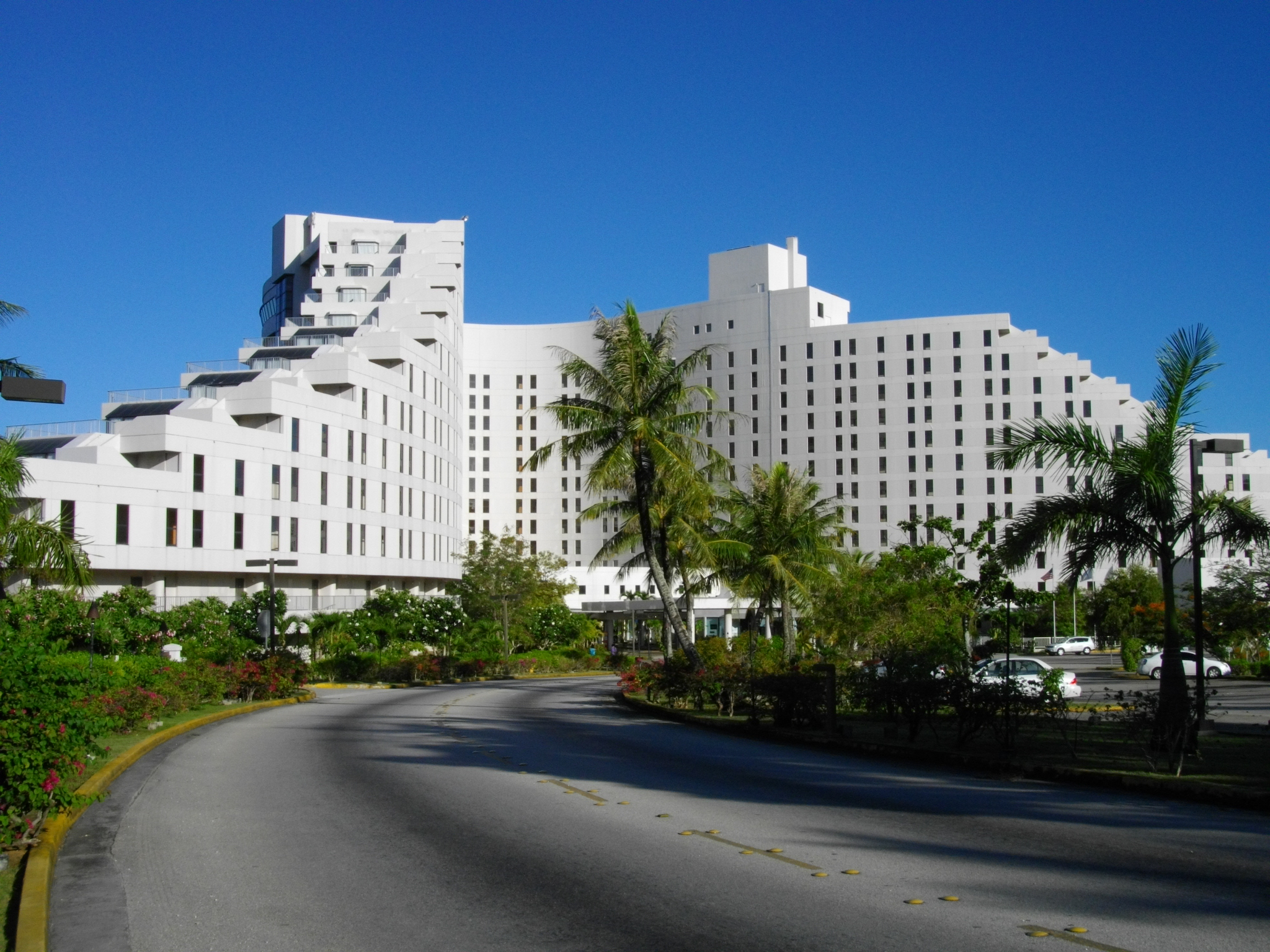
Hotel Nikko Guam in Tumon, Guam.

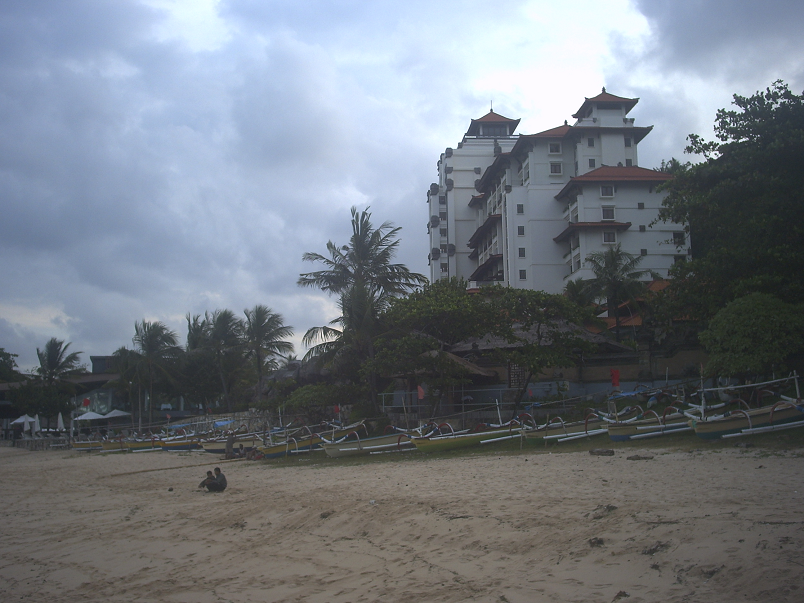
Nikko Bali Resort & Spa op Bali

- Hotel Nikko New Century Beijing, Peking, Volksrepubliek China
- Hotel Nikko Shanghai, Shanghai, China
- Hotel Nikko Dalian, Dalian, China
- Hotel Nikko Tianjin, Tianjin, China
- Hotel Nikko Hong Kong, Hong Kong
- Hotel Nikko Wuxi, Wuxi, China
- Hotel Nikko Science-stad, Guangzhou, China
- Hotel Nikko Jakarta, Jakarta, Indonesië (tot januari 2012, daarna Pullman Hotels )
- Nikko Bali Resort & Spa, Bali, Indonesië
- Hotel Nikko Palau, Palau
- Hotel Nikko Hanoi, Hanoi, Vietnam
- Hotel Nikko Saigon, Ho Chi Minh-stad, Vietnam
- Hotel Nikko Kuala Lumpur, Kuala Lumpur, Maleisië (naam veranderd in InterContinental Kuala Lumpur Hotel in november 2011)
- Hotel Nikko Guam, Guam

- Hotel Nikko San Francisco, San Francisco, Verenigde Staten

### Europa
- Hotel Nikko Düsseldorf, Düsseldorf, Duitsland, werd in februari 2022 voor 25 jaar verhuurd aan de Ierse Dalata Hotel Group. In december van dat jaar kondigde de Dalata Group aan dat het het “Clayton Hotel” zou hernoemen, maar het Japanse concept zou blijven bestaan.